# Risoluzioni del Consiglio di sicurezza delle Nazioni Unite (1801-1900)
Questo è un elenco delle risoluzioni del Consiglio di sicurezza delle Nazioni Unite dalla 1801 alla 1900 adottate tra il 20 febbraio 2008 e il 16 dicembre 2009.
| Risoluzione | Data              | Voto (favorevoli/contrari/non votanti)   | Oggetto |
| ----------- | ----------------- | ---------------------------------------- | --- |
| 1801        | 20 febbraio 2008  | Adottata all'unanimità                   | Espressione di sostegno al Governo federale di transizione, riconoscimento dei progressi ed estensione del mandato dell'operazione AMISOM |
| 1802        | 25 febbraio 2008  | Adottata all'unanimità                   | Rapporto sull'operazione UNMIT ed estensione del mandato fino a febbraio 2009; condanna agli attacchi terroristici in Timor Est |
| 1803        | 3 marzo 2008      | 14–0–1 (astenuti: Indonesia)             | Rinnovo del sostegno a favore dell'IAEA, richiesta all'Iran di desistere da ulteriori ampliamenti dell'arsenale nucleare |
| 1804        | 13 marzo 2008     | Adottata all'unanimità                   | Critica alla presenza del FDLR e Interahamwe in Congo, avvio dei processi di pace, collaborazione degli stati membri con il Tribunale penale internazionale per il Ruanda                                                                                            |
| 1805        | 20 marzo 2008     | Adottata all'unanimità                   | Sostegno al CTC e gravità delle minacce alla pace internazionale rappresentate da organizzazioni terroristiche |
| 1806        | 20 marzo 2008     | Adottata all'unanimità                   | Situazione in Afghanistan, sostegno e collaborazione con l'ISAF, condanna degli attacchi terroristici in Afghanistan |
| 1807        | 31 marzo 2008     | Adottata all'unanimità                   | Condanna al traffico illegale di armi nella Repubblica Democratica del Congo |
| 1808        | 15 aprile 2008    | Adottata all'unanimità                   | Estensione del mandato dell'UNOMIG |
| 1809        | 16 aprile 2008    | Adottata all'unanimità                   | Misure generali per il mantenimento della pace e del dialogo in Africa |
| 1810        | 25 aprile 2008    | Adottata all'unanimità                   | Misure atte a rafforzare le decisioni nella 1540 per la non-proliferazione di armi nucleari; |
| 1811        | 29 aprile 2008    | Adottata all'unanimità                   | Situazione in Somalia; estensione del mandato dell'AMISOM; inchieste circa il traffico illegale di armi in Somalia. |
| 1812        | 30 aprile 2008    | Adottata all'unanimità                   | Riconoscimento dei meriti dell'UNMIS nel raggiungimento degli scopi dell'Accordo di Naivasha; estensione del mandato dell'UNMIS |
| 1813        | 30 aprile 2008    | Adottata all'unanimità                   | Rinnovo di un anno del mandato dell'operazione MINURSO nel Sahara Occidentale |
| 1814        | 15 maggio 2008    | Adottata all'unanimità                   | Richiesta di supporto economico, politico e tecnico al governo Somalo; possibile invio dei corpi di pace in aggiunta all'AMISOM |
| 1815        | 2 giugno 2008     | Adottata all'unanimità                   | Rapporto della UNIIIC sull'assissinio di Rafiq al-Hariri |
| 1816        | 2 giugno 2008     | Adottata all'unanimità                   | Difficoltà del Governo federale di transizione, Rapporto dell'Organizzazione marittima internazionale, condanna degli atti di pirateria nelle acque somale |
| 1817        | 11 giugno 2008    | Adottata all'unanimità                   | Condanna del traffico di stupefacenti da e in Afghanistan e sostegno alle iniziative dell'UNODC |
| 1818        | 13 giugno 2008    | Adottata all'unanimità                   | Estensione di sei mesi del mandato dell'UNFICYP |
| 1819        | 18 giugno 2008    | Adottata all'unanimità                   | Situazione in Liberia ed embargo bellico contro la stessa |
| 1820        | 19 giugno 2008    | Adottata all'unanimità                   | Condanna dei crimini contro donne e bambini, invito ad implementare la Convenzione sull'eliminazione di ogni forma di discriminazione della donna |
| 1821        | 27 giugno 2008    | Adottata all'unanimità                   | Estensione per altri sei mesi del mandato dell'UNDOF |
| 1822        | 30 giugno 2008    | Adottata all'unanimità                   | Sostegno al CTC riguardo alle sanzioni imposte ai membri di Al Qaida e ai Talebani |
| 1823        | 10 luglio 2008    | Adottata all'unanimità                   | Processo di pace in Ruanda e Congo |
| 1824        | 18 luglio 2008    | Adottata all'unanimità                   | Estensione del mandato del Tribunale penale internazionale per il Ruanda |
| 1825        | 23 luglio 2008    | Adottata all'unanimità                   | Estensione delle operazioni ONU e processo di pace in Nepal |
| 1826        | 29 luglio 2008    | Adottata all'unanimità                   | Estensione del mandato dell'UNOCI e situazione nella Costa d'Avorio |
| 1827        | 30 luglio 2008    | Adottata all'unanimità                   | Fine dell'operazione UNMEE e situazione delle relazioni tra Eritrea ed Etiopia |
| 1828        | 31 luglio 2008    | 14-0-1 (astenuti: Stati Uniti)           | Rapporto del Segretario-Generale sul genocidio del Darfur, rafforzo del sostegno all'operazione UNAMID da parte degli stati membri ed estensione del mandato dell'operazione                                                                                         |
| 1829        | 4 agosto 2008     | Adottata all'unanimità                   | Sostituzione dell'UNIOSIL con l'UNIPSIL e continuazione del processo di pace in Sierra Leone |
| 1830        | 7 agosto 2008     | Adottata all'unanimità                   | Situazione in Iraq ed estensione del mandato dell'UNAMI |
| 1831        | 19 agosto 2008    | Adottata all'unanimità                   | Rinnovo dell'autorizzazione e proroga delle attività nell'ambito dell'operazione AMISOM in Somalia |
| 1832        | 27 agosto 2008    | Adottata all'unanimità                   | Situazione in Libano e rinnovo dell'impegno dell'UNIFIL |
| 1833        | 22 settembre 2008 | Adottata all'unanimità                   | Rinnovo e proroga delle operazioni ISAF in Afghanistan |
| 1834        | 24 settembre 2008 | Adottata all'unanimità                   | Rapporto sull'operazione MINURCAT in Chad, Repubblica Centrafricana e aree circostanti e proroga delle sue attività |
| 1835        | 27 settembre 2008 | Adottata all'unanimità                   | Riaffermazione delle Risoluzioni 1696, 1737, 1747 e 1803 sul Trattato di non proliferazione nucleare con particolare riguardo alle violazioni da parte dell'Iran |
| 1836        | 29 settembre 2008 | Adottata all'unanimità                   | Proroga dell'operazione UNMIL e richeista di ampliamento dei corpi di pace stanziati in Liberia |
| 1837        | 29 settembre 2008 | Adottata all'unanimità                   | Estensione dell'autorizzazione al Tribunale penale internazionale per l'ex-Jugoslavia fino a fine 2009 |
| 1838        | 7 ottobre 2008    | Adottata all'unanimità                   | Autorizzazione all'uso della forza militare per contrastare gli atti di pirateria nelle acque somale |
| 1839        | 9 ottobre 2008    | Adottata all'unanimità                   | Riconoscimento del rapporto del segretario generale sulla Seconda guerra in Ossezia del Sud ed estensione dell'impegno nell'ambito dell'operazione UNOMIG |
| 1840        | 14 ottobre 2008   | Adottata all'unanimità                   | Proroga dell'autorizzazione all'operazione MINUSTAH in Haiti fino ad ottobre 2009 |
| 1841        | 15 ottobre 2008   | Adottata all'unanimità                   | Richiesta di un cessate il fuoco in riferimento al Conflitto del Darfur, invito all'embargo bellico delle parti coinvolte nel conflitto |
| 1842        | 29 ottobre 2008   | Adottata all'unanimità                   | Rinnovo dell'embargo militare e del divieto di commercio di diamanti per la Costa d'Avorio; rapporto dell'UNOCI |
| 1843        | 20 novembre 2008  | Adottata all'unanimità                   | Ampliamento delle operazioni MONUSCO in Repubblica Democratica del Congo iniziate nel quadro del Conflitto del Kivu |
| 1844        | 20 novembre 2008  | Adottata all'unanimità                   | Difficoltà del Governo federale di transizione, rafforzamento dell'invito all'embargo delle parti coinvolte attivamente nel conflitto e sanzioni per le violazioni degli accordi politici in Somalia                                                                 |
| 1845        | 20 novembre 2008  | Adottata all'unanimità                   | Difesa dell'Accordo di Dayton e autorizzazione delle forze SFOR in Bosnia ed Erzegovina |
| 1846        | 2 dicembre 2008   | Adottata all'unanimità                   | Intensificazione degli sforzi nel combattere la pirateria in Somalia |
| 1847        | 12 dicembre 2008  | Adottata all'unanimità                   | Negoziati sulla Questione di Cipro |
| 1848        | 12 dicembre 2008  | Adottata all'unanimità                   | Proroga delle operazioni UNDOF tra Israele e Siria |
| 1849        | 12 dicembre 2008  | Adottata all'unanimità                   | Ampliamento della composizione del Tribunale penale internazionale per l'ex-Jugoslavia |
| 1850        | 16 dicembre 2008  | 14–0–1 (astenuti: Libia)                 | Sostegno all'Iniziativa di pace araba e Conferenza di Annapolis |
| 1851        | 16 dicembre 2008  | Adottata all'unanimità                   | Rapporto sulla pirateria somala, creazione del CGPCS |
| 1852        | 16 dicembre 2008  | Adottata all'unanimità                   | Proroga dell'autorizzazione alla commissione investigativa sull'assassinio di Rafīq al-Ḥarīrī |
| 1853        | 19 dicembre 2008  | Adottata all'unanimità                   | Rinnovo dell'autorizzazione alla creazione di un gruppo di osservatori sulla situazione in Somalia e rafforzamento dell'embargo militare per il contrasto la pirateria                                                                                               |
| 1854        | 19 dicembre 2008  | Adottata all'unanimità                   | Rinnovo delle restrizioni su armi e viaggi in Liberia e proroga del mandato del Panel di Esperti sul Kimberley Process |
| 1855        | 19 dicembre 2008  | Adottata all'unanimità                   | Assegnazione di tre giudici ad litem aggiuntivi al Tribunale Penale Internazionale per il Ruanda, e modifica dell'articolo 11 dello Statuto del Tribunale |
| 1856        | 22 dicembre 2008  | Adottata all'unanimità                   | Proroga di un anno della missione MONUC e ampliamento delle forze spiegate in Congo |
| 1857        | 22 dicembre 2008  | Adottata all'unanimità                   | Proroga dell'embargo militare e delle sanzioni nella Repubblica Democratica del Congo fino al 30 novembre 2009 |
| 1858        | 22 dicembre 2008  | Adottata all'unanimità                   | Proroga del mandato del BINUB per la facilitazione delle elezioni 2010; sollecito al governo e alle Forces Nationales de Libération per l'attuazione degli accordi di pace                                                                                           |
| 1859        | 22 dicembre 2008  | Adottata all'unanimità                   | Proroga degli accordi per il deposito dei proventi delle vendite di petrolio e gas naturale nel Fondo di Sviluppo per l'Iraq; revisione delle risoluzioni ONU relative all'Iraq dal 1990.                                                                            |
| 1860        | 9 gennaio 2009    | 14–0–1 (astenuti: Stati Uniti d'America) | Richiesta di cessate il fuoco immediato e duraturo a Gaza; apertura di corridoi umanitari e sostegno internazionale per l'assistenza umanitaria; condanna di violenze e terrorismo;                                                                                  |
| 1861        | 14 gennaio 2009   | Adottata all'unanimità                   | Proroga del mandato della MINURCAT nella Repubblica Centrafricana e Ciad |
| 1862        | 14 gennaio 2009   | Adottata all'unanimità                   | Sollecito a Gibuti ed Eritrea per risolvere pacificamente la disputa di confine; condanna del rifiuto dell'Eritrea di ritirare le sue forze e rifiuto di visti a una missione ONU                                                                                    |
| 1863        | 16 gennaio 2009   | Adottata all'unanimità                   | Rinnovo del mandato di AMISOM in Somalia; richiesta di un fondo fiduciario ONU per le forze dell'Unione Africana e conferenza dei donatori |
| 1864        | 23 gennaio 2009   | Adottata all'unanimità                   | Proroga del mandato di UNMIN in Nepal; approvazione del ritiro graduale del personale UNMIN |
| 1865        | 27 gennaio 2009   | Adottata all'unanimità                   | Proroga del mandato di UNOCI in Costa d'Avorio; riduzione del contingente di pace ONU; sollecito alle parti per progressi nell'attuazione dell'Accordo di Ouagadougou                                                                                                |
| 1866        | 13 febbraio 2009  | Adottata all'unanimità                   | Proroga dell'operazione UNOMIG |
| 1867        | 26 febbraio 2009  | Adottata all'unanimità                   | Proroga dell'operazione UNAMET |
| 1868        | 23 marzo 2009     | Adottata all'unanimità                   | Proroga dell'operazione UNAMA fino al 23 marzo 2010 |
| 1869        | 25 marzo 2009     | Adottata all'unanimità                   | Benvenuto al nuovo rappresentante della Bosnia ed Erzegovina, Valentin Inzko |
| 1870        | 30 aprile 2009    | Adottata all'unanimità                   | Proroga dell'operazione UNMIS in Sudan |
| 1871        | 30 aprile 2009    | Adottata all'unanimità                   | Proroga dell'operazione MINURSO nel Sahara Occidentale; invito ai negoziati per l'autodeterminazione dei popoli del Sahara Occidentale |
| 1872        | 26 maggio 2009    | Adottata all'unanimità                   | Estensione del mandato per l'operazione AMISOM) fino al 31 gennaio 2010 |
| 1873        | 29 maggio 2009    | 14–1–0 (contrari: Turchia)               | Proroga del mandato per l'operazione UNFICYP |
| 1874        | 12 giugno 2009    | Adottata all'unanimità                   | Sanzioni economiche e commerciali alla Corea del Nord dopo i test atomici del 25 maggio 2009; autorizzazione degli Stati membri a ispezionare i carichi nordcoreani; richiesta alla Corea del Nord di ritornare al Trattato di Non Proliferazione Nucleare           |
| 1875        | 23 giugno 2009    | Adottata all'unanimità                   | Rinnovo del mandato per l'operazione UNDOF |
| 1876        | 26 giugno 2009    | Adottata all'unanimità                   | Proroga del mandato di UNOGBIS in Guinea-Bissau fino al 31 dicembre; richiesta ai leader politici della Guinea-Bissau di evitare interferenze militari e di indagare sugli assassinii politici                                                                       |
| 1877        | 7 luglio 2009     | Adottata all'unanimità                   | Proroga del mandato del Tribunale Penale Internazionale per l'ex-Jugoslavia (ICTY); possibilità di nominare ulteriori giudici ad litem su richiesta del Presidente del Tribunale;                                                                                    |
| 1878        | 7 luglio 2009     | Adottata all'unanimità                   | Proroga del mandato del Tribunale Penale Internazionale per il Ruanda (ICTR) |
| 1879        | 23 luglio 2009    | Adottata all'unanimità                   | Proroga del mandato per l'operazione UNMIN in Nepal |
| 1880        | 30 luglio 2009    | Adottata all'unanimità                   | Proroga del mandato di UNOCI e delle forze francesi di supporto in Costa d'Avorio |
| 1881        | 30 luglio 2009    | Adottata all'unanimità                   | Proroga di un anno del mandato di UNAMID in Darfur; richiesta di impegno per un cessate il fuoco permanente |
| 1882        | 4 agosto 2009     | Adottata all'unanimità                   | Condanna dell'uso di bambini soldato e richiesta di inclusione dell'ultimo nella lista della vergogna del segretario-generale |
| 1883        | 7 agosto 2009     | Adottata all'unanimità                   | Proroga del mandato dell'operazione UNAMI |
| 1884        | 27 agosto 2009    | Adottata all'unanimità                   | Proroga del mandato dell'operazione UNIFIL |
| 1885        | 15 settembre 2009 | Adottata all'unanimità                   | Proroga del mandato dell'UNMIL |
| 1886        | 15 settembre 2009 | Adottata all'unanimità                   | Proroga del mandato dell'UNIPSIL |
| 1887        | 24 settembre 2009 | Adottata all'unanimità                   | Richiesta di supporto per l'applicazione del Trattato di non proliferazione nucleare |
| 1888        | 30 settembre 2009 | Adottata all'unanimità                   | Incarico alle missioni peacekeeping per la protezione di donne e bambini in zone di guerra; nomina di un rappresentante speciale per la coordinazione dei meccanismi contro questi crimini; dispiegamento rapido di un Panel di esperti nelle area a maggior rischio |
| 1889        | 5 ottobre 2009    | Adottata all'unanimità                   | Richiesta di maggiore partecipazione delle donne nei processi di pace post-conflitto; enfasi sulla protezione femminile nella valutazione e pianificazione post-conflitto                                                                                            |
| 1890        | 8 ottobre 2009    | Adottata all'unanimità                   | Proroga di 12 mesi dell'autorizzazione per la ISAF in Afghanistan; enfasi sul rafforzamento del settore della sicurezza afghano |
| 1891        | 13 ottobre 2009   | Adottata all'unanimità                   | Proroga del mandato del monitoraggio dell'embargo sulle armi e delle sanzioni in Sudan; coordinamento del Panel con UNAMID e valutazione dei progressi nel rimuovere ostacoli alla stabilità.                                                                        |
| 1892        | 13 ottobre 2009   | Adottata all'unanimità                   | Proroga del mandato di MINUSTAH fino al 15 ottobre 2010. |
| 1893        | 29 ottobre 2009   | Adottata all'unanimità                   | Rinnovo dell'embargo sulle armi e del divieto di commercio di diamanti in Costa d'Avorio; sanzioni mirate e restrizioni di viaggio contro individui che minacciano il processo di pace                                                                               |
| 1894        | 11 novembre 2009  | Adottata all'unanimità                   | Riaffermazione della prontezza del Consiglio di Sicurezza a rispondere alle minacce ai civili e al blocco dell'assistenza umanitaria; richiesta di stretta conformità al diritto umanitario, ai diritti umani e al diritto dei rifugiati                             |
| 1895        | 18 novembre 2009  | Adottata all'unanimità                   | Autorizzazione agli stati membri e proroga per le attività dell'EUFOR come successore dello SFOR in Bosnia ed Erzegovina |
| 1896        | 30 novembre 2009  | Adottata all'unanimità                   | Proroga dell'embargo sulle armi e del regime di sanzioni nella Repubblica Democratica del Congo; estensione del mandato del Gruppo di Esperti con focus su Kivu, Ituri e Orientale e reti di supporto agli gruppi armati                                             |
| 1897        | 30 novembre 2009  | Adottata all'unanimità                   | Rapporto sugli atti di pirateria somala |
| 1898        | 14 dicembre 2009  | 14–1–0 (contrari: Turchia)               | Proroga del mandato delle operazioni UNFICYP |
| 1899        | 16 dicembre 2009  | Adottata all'unanimità                   | Proroga del mandato delle operazioni UNDOF |
| 1900        | 16 dicembre 2009  | Adottata all'unanimità                   | Permesso ai giudici del Tribunale Penale Internazionale per l'ex-Jugoslavia di servire oltre il termine del loro mandato per completare i casi in corso; decisione che i giudici Prost e Støle completino il caso Popović entro marzo 2010;                          |